# Statista

Statista’s logo.

Statista is een Duits online platform dat statistische gegevens verzamelt en publiceert. De data zijn afkomstig van markt- en opinieonderzoeksinstellingen, van bedrijfsrapporten en officiële instanties. Naast publiek toegankelijke gegevens van derden biedt Statista via het platform ook exclusieve gegevens die het bedrijf zelf verzamelt en verwerkt.
Statista werd in 2007 opgericht, en maakt sinds 2015 deel uit van Ströer Media, een Duits bedrijf voor e-commerce en internetmarketing.
Het hoofdkantoor is gevestigd in Hamburg, maar het bedrijf is actief in meer dan tien landen wereldwijd. Er werken in totaal meer dan 1.000 personeelsleden, het overgrote deel in Duitsland.
Statista werkt in de mediasector ook samen met Die Welt en Handelsblatt. Sinds eind 2011 levert Statista gratis infografieken, die vaak worden gepubliceerd op nieuwssites zoals Der Spiegel, Frankfurter Allgemeine Zeitung, Forbes of Stern, en op techsites zoals WinFuture, CNET of Chip.